# Búnquers de punta Falconera
Els Búnquers de punta Falconera són una obra del municipi de Roses (Alt Empordà) protegida com a bé cultural d'interès local.

## Descripció
Conjunt de búnquers situats a la Punta Falconera, que formaven part d'una instal·lació militar que havia estat propietat del Ministeri de Defensa d'Espanya.
Es tracta de quatre grans casamates i un búnquer de comandament o de direcció de tir, utilitzats per la defensa del sector nord de la badia de Roses, juntament amb la bateria del far. Són construccions subterrànies, bastides amb formigó armat i cobertes amb terra per la part superior. La part frontal es troba oberta en direcció al mar, ja que correspon a la sala del canó, i es troba revestida per una capa de pedra de la zona, que protegeix de l'impacte dels projectils i camufla. Els búnquers, situats a primera línia de costa, estan formats per una galeria d'accés d'uns trenta metres de longitud en direcció sud, que guanya la suficient amplada, al final del recorregut, per poder construir dues cambres laterals a banda i banda. Tot seguit s'arriba al polvorí, una gran sala de planta rectangular, subdividida en quatre dipòsits, on s'emmagatzemava la munició. Aquesta sala es troba comunicada amb la sala del canó per dos passadissos laterals. Aquest últim espai és de planta de quart de cercle i amida aproximadament uns vuit metres de diàmetre. La paret del fons presenta quatre fornícules i encara es conserven els basaments metàl·lics dels canons. L'edifici del comandament coordinava i dirigia els canons de les quatre casamates anteriors. Està situat a la part més alta del conjunt i consta d'una part soterrada i una altra part construïda en superfície. La part soterrada està dividida en diverses cambres, destinades a la sala de direcció de tir, un gabinet de treball, l'estació de ràdio... La part en superfície es correspon amb un búnquer, amb accés lateral i dependències destinades al comandament i al telèmetre.
La instal·lació militar que acompanya els búnquers està formada per diversos edificis destinats als militars que hi havia a la zona: residència de suboficials, cos de guàrdia, infermeria, cantina, residència d'oficials, edifici de serveis, magatzem, garatge...

## Història
Els anys 1945 i 1946, el Servicio Militar de Construcción va ser l'organisme responsable de la construcció d'aquest búnquers. La part nord de la badia de Roses era defensada per dues bateries, la nº7 situada sota el far i la nº8 emplaçada a la punta Falconera. Les casamates eren artillades amb canons Vickers de 15, 2 cm i, a diferència de la bateria de Punta Milà, aquí no existeix cap xarxa de galeries subterrànies que els uneixi.
La construcció de la base militar es va fer prèvia afectació d'uns terrenys a particulars. La bateria de Falconera i la de punta Montgó tenien com a missió defensar els dos extrems de la badia.
Cap a finals dels anys 80, la base és abandonada pels militars i s'inicia un procés de saqueig i destrucció de les instal·lacions, cosa que ha propiciat diversos treballs d'adequació per al seu ús públic.